# Nanakvada
Nanakvada là một thị trấn thống kê (census town) của quận Valsad thuộc bang Gujarat, Ấn Độ.

## Nhân khẩu
Theo điều tra dân số năm 2001 của Ấn Độ, Nanakvada có dân số 8339 người. Phái nam chiếm 51% tổng số dân và phái nữ chiếm 49%. Nanakvada có tỷ lệ 84% biết đọc biết viết, cao hơn tỷ lệ trung bình toàn quốc là 59,5%: tỷ lệ cho phái nam là 87%, và tỷ lệ cho phái nữ là 80%. Tại Nanakvada, 9% dân số nhỏ hơn 6 tuổi.